# St. Laurentius (Köln-Ensen)

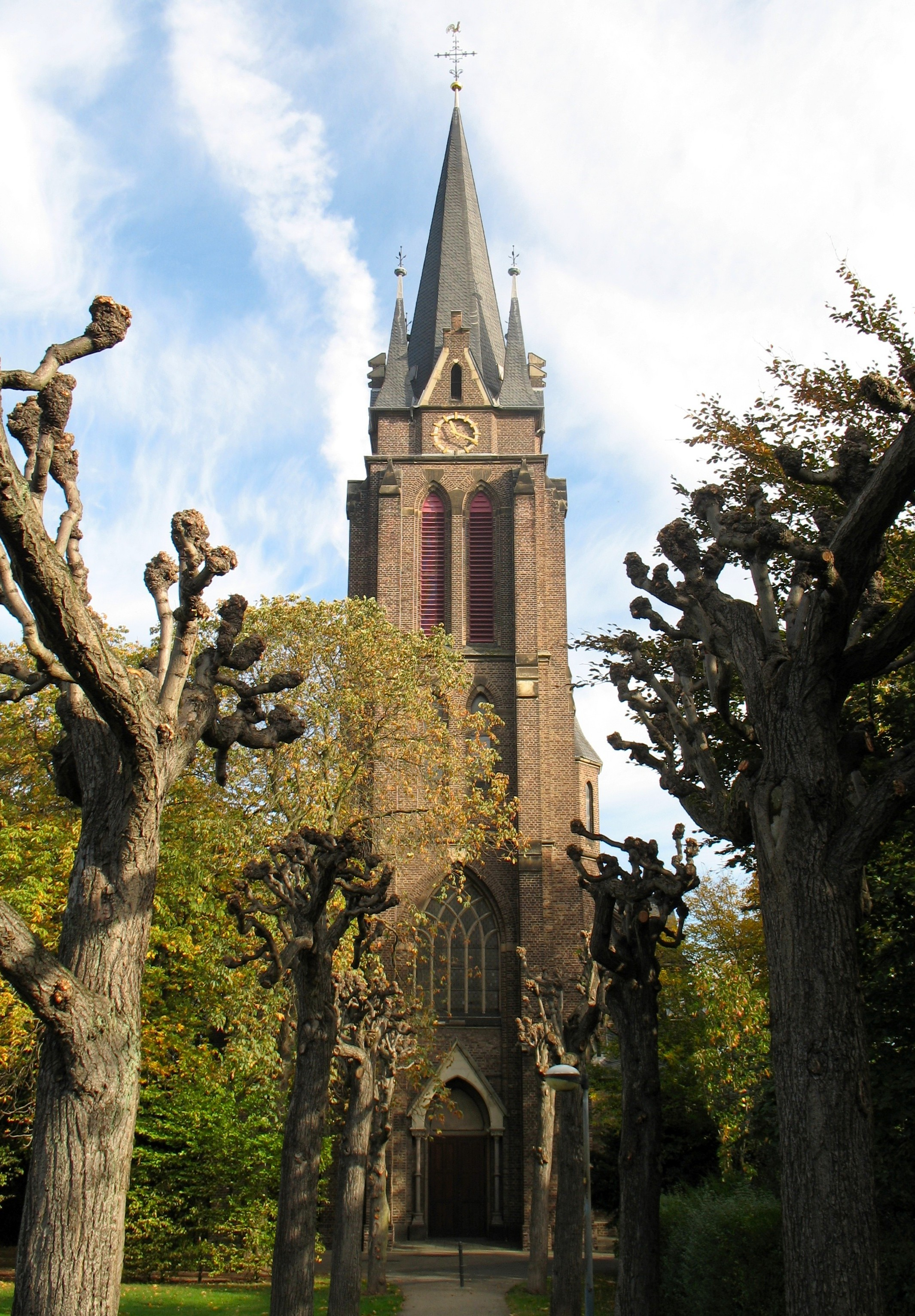
St. Laurentius in Köln-Ensen

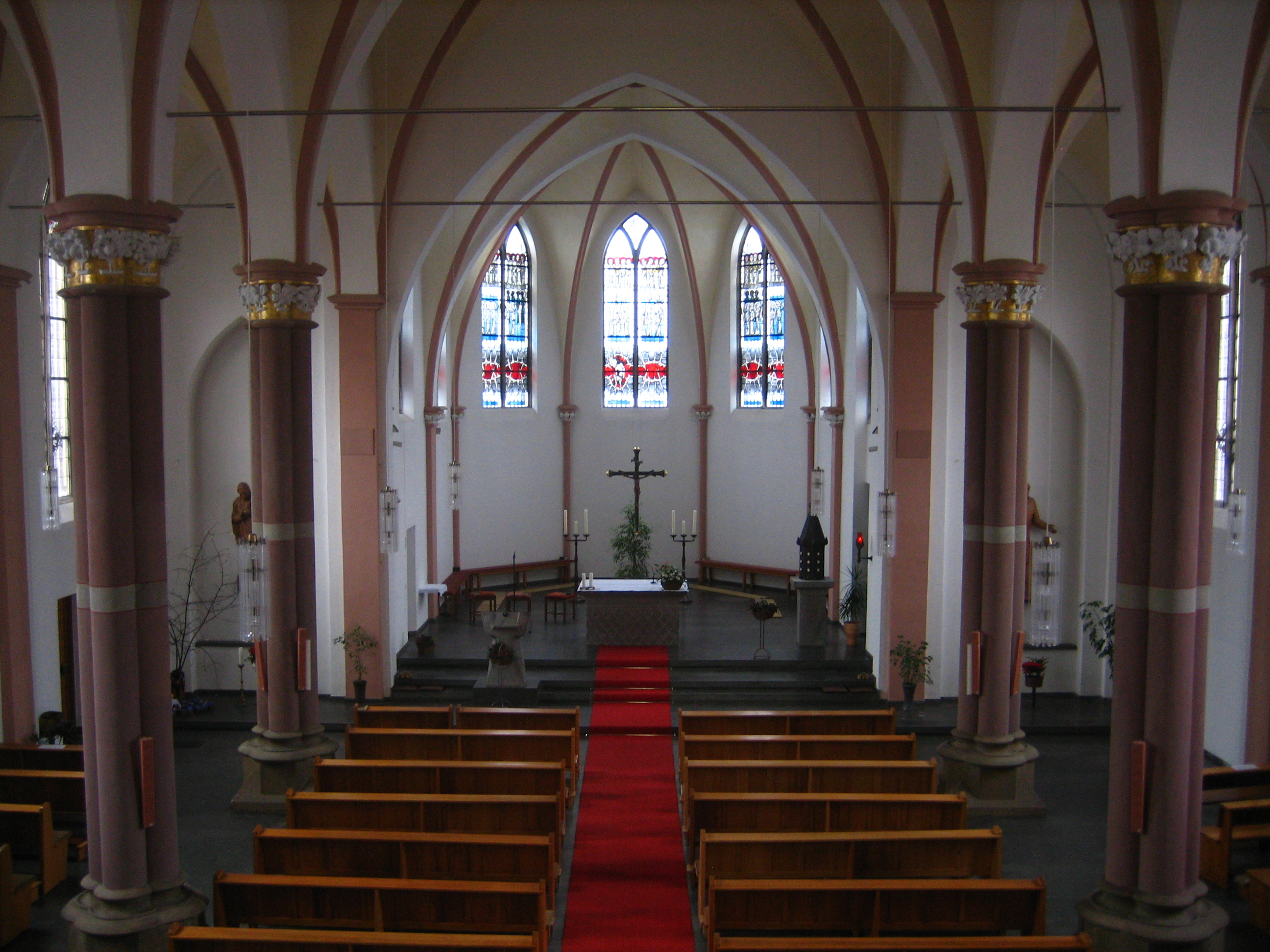
Innenansicht

Die katholische Pfarrkirche St. Laurentius ist ein in den Jahren 1894 bis 1896 errichteter neugotischer Kirchenbau im Stadtteil Köln-Ensen. Sie gehört zum Pfarrverband der Porzer Rheinkirchen.

## Geschichte und Architektur
Die Pfarrkirche St. Laurentius ist eine neugotische, dreischiffigen Stufenhalle. Der Chor ist eingezogen und die Kirche wird von einem Satteldach mit Quergiebeln und Dachreiter bedeckt. Der 56 Meter hohe Vierkantturm besitzt mehrere Ecktürmchen und einen Achteckhelm.
Sie wurde nach Plänen vom Architekten Theodor Kremer errichtet. Im Zweiten Weltkrieg wurde sie durch mehrere Bombentreffer stark zerstört, lediglich die Außenmauern blieben stehen. Bis 1951 wurde die Kirche so hergestellt, dass wieder Gottesdienste abgehalten werden konnten. 1965 wurde der Turm saniert, 1984/1985 der Rest der Kirche. Eine weitere Komplettsanierung erfolgte 1999/2000, bei der der Innenraum farblich neu gestaltet wurde. Die Kirchenfenster entstammen Entwürfen von Paul Weigmann und den Firmen Franz Melchior (Köln), Derix (Düsseldorf) und Hein Derix (Kevelaer) und wurden in zwei Bauabschnitten eingebaut.

## Ausstattung
Die ursprüngliche Ausstattung ging im Krieg fast völlig verloren. 1965 kam ein neuer Altar, 1967 der Ambo und 1976 der Tabernakel und 1979/80 das Altarkreuz. Diese Kunstwerke wurden vom Bildhauer Sepp Hürten geschaffen. Außerdem stehen in der Kirche Figuren des Laurentius und der Gottesmutter Maria. Seit einiger Zeit auch eine Figur des Christus in der Rast, der Heiland mit Dornenkrone und Geißelwunden, aber ohne die Wunden der Kreuzesnägel und des Lanzenstichs (Seitenwunde).
Die Orgel mit insgesamt 21 Registern auf zwei Manualen besteht zum Teil aus Resten der im Mai 1909 angeschafften und im Krieg zerstörten Orgel der Firma Seifert (Köln).

### Glocken
Das Geläut besteht aus vier Glocken, die im Jahre 1957 von Hans Hüesker (Petit & Gebr. Edelbrock) in Gescher gegossen wurden. Sie hängen im Stahlglockenstuhl an Holzjochen; Glocke 4 hängt am geraden Stahljoch. 
Das Angelusläuten erfolgt mit der Marienglocke. Zu den Messen an Werktagen läuten die Glocken 4+3+2, an Sonn- und Feiertagen erklingt das Vollgeläut.
| Nr. | Name       | Gussjahr | Gießer, Gussort       | Durchmesser (mm) | Masse (kg, ca.) | Schlagton (HT-1/16) | Inschrift (Schulter, zweizeilig, in Versalien)  |
| 1   | Frieden    | 1957     | Hans Hüesker, Gescher | 1.356            | 1.500           | d1 –1               | FRIEDE • SEI • EUCH • ALLEZEIT / PAX            |
| 2   | Laurentius | 1957     | Hans Hüesker, Gescher | 1.117            | 850             | f1 ±0               | SEID • STARK • IM • GLAUBEN / ST. LAURENTIUS    |
| 3   | Maria      | 1957     | Hans Hüesker, Gescher | 993              | 575             | g1 +1               | KINDER • HÖRT • AUF • EURE • MUTTER / ST. MARIA |
| 4   | Joseph     | 1957     | Hans Hüesker, Gescher | 878              | 380             | a1 +1               | ALLE • ARBEIT • FÜR • GOTT! / ST. JOSEPH        |